# Porsche 964
Porsche 964 — внутризаводской индекс дорожного автомобиля компании Porsche AG, разработанного в середине 1980-х в рамках проекта-964 (безнаддувный заднемоторный полноприводный автомобиль на замену Porsche 911 Carrera), и официально считающимся третьим поколением Porsche 911.
Автомобиль в разных модификациях выпускался шесть лет (с 1989 по 1994 года), помимо базовой полноприводной получил также безнаддувную заднеприводную модификацию и модификацию с турбомотором, а в модельном ряду компании заменил не только 911 Carrera проекта-911, но и 911 turbo проекта-930, хотя изначально на замену последнего предполагались так и не выпущенные серийные машины Porsche 969 проекта-965.

## Общее описание
964 — это очередная машина компании Porsche, построенная в концепции, предложенной ещё в 1930-х годах самим Фердинандом Порше: заднемоторная компоновка и оппозитный мотор с воздушным охлаждением. Однако помимо общей идеи, 964-й стал наследником классическому 911 не только формально, но фактически являлся его глубокой модернизацией под новые требования активной и пассивной безопасности, а также всё ужесточающиеся экологические нормы. Модель была разработана с применением современных на тот момент технологий и конструкций: компьютерное моделирование, прочные стали и сплавы, постоянный полный привод, электронно-управляемые АКП.
Габариты и стилистика кузова модели повторяли один в один своего предшественника при минимальном использовании деталей от предыдущего поколения (сама Porsche заявляла цифру в 83 % новых деталей). Внешний дизайн разработан американцем филиппинского происхождения Бенджамином Димсоном (англ. Benjamin Dimson), занимавшим позже пост директора Калифорнийской студии перспективного дизайна Mercedes-Benz.
Моторы воздушного охлаждения были очередными разработками в концепции мотора 1964 года: шесть цилиндров, расположенных друг против друга, воздушное охлаждение. Их конструктивные особенности повторяли таковые на последних моторах второго поколения 911 — ничего нового предложено не было. Но моторы были единственным агрегатом, не попавшим под кардинальную модернизацию.
Появились новые механические коробки передач, система постоянного полного привода и новая АКП Типтроник, не имеющая на момент выпуска аналогов в мире. Конструкция шасси разработана заново под возможность применения полного привода и не имела ни одной общей детали с предшественником; абсолютно новые рулевое управление и тормоза. Интерьер салона, как и кузов внешне, был решён в стилистике предыдущих машин и отличался лишь новыми материалами.
Модель была в производстве шесть лет, продавалась через дилерские центры Porsche в 24 странах: Европа за исключением стран бывшего Соцлагеря и Ирландии, США и Канада, Австралия и Новая Зеландия, Япония, ЮАР, Саудовская Аравия, ОАЭ; а также на Тайване и в Гонконге. Выпущена в количестве 63 762 экземпляров.
Кроме основных было шесть спортивных модификаций: 911 Carrera 2 Cup coupe, 911 Carrera 4 leightbau, 911 Carrera 2 Cup coupe (1992), 911 Carrera RSR 3.8, 911 turbo 3.6 IMSA-supercar, 911 turbo S Le-Mans GT — все только с кузовом купе.
В 1994 модельном году была заменена новым поколением 911-го — Porsche 993, но в модификациях Carrera 4 и Turbo 3.6 продолжала выпускаться параллельно до конца года, ввиду неготовности новой системы полного привода и нового поколения турбомотора для 993.

## Конструкция автомобиля
В 1989 модельном году выпускалась только одна базовая модификация — 911 Carrera 4 (полноприводная). Несмотря на то, что Porsche 964 внешне очень похож на предыдущую модель, в конструкции автомобиля оставлен минимум деталей от предыдущего поколения. В отличие от модернизации 1974 года, данная модель стала новым поколением не только формально, но фактически.
- Кузов

Новая конструкция, тип 964, габариты (д/ш/в) — 4,24/1,73/1,27 м. Разработанный в стиле и размерах Porsche 911 Classic, новый кузов получил отдельные заимствования силовой схемы от предыдущего, но в большинстве решений был индивидуальной конструкцией. Кардинально перепроектирована передняя часть, в первую очередь для выполнения новых, более жёстких требований к способности держать фронтальный удар. Усилен и увеличен размер центрального тоннеля, как для возможности пропустить карданный вал для привода передних колёс, так и для улучшения показателей жёсткости кузова на скручивание. Переработана задняя часть под новую заднюю подвеску. Изменён дизайн бамперов.
Базовый вариант кузова на 1989 модельный год — только купе. В дальнейшем, с 1990 модельного года были добавлены варианты кузова тарга и кабриолет, а также новый кузов для модификации 911 turbo.
- Мотор

Очередная эволюция двенадцатиклапанного шестицилиндрового оппозитного двигателя с воздушным охлаждением, в данном случае — 3,6 литрового, тип 964 (М64), без наддува. Мотор был собран на новом (четвёртом по счёту) блоке цилиндров с коленвалом под ход поршня в 76,4 мм и стал первым, с 1964 года мотором, получившим увеличенное межцентровое расстояние между цилиндрами. Применены полностью алюминиевые цилиндры с внутренним диаметром 100,0 мм и покрытием из сплава Nikasil и кованные поршни. Рабочий объём мотора — 3600 см³, степень сжатия — 11,3, мощность в базовом варианте — 250 л. с.
Система питания — Bosch L-Jetronic, две свечи зажигания на цилиндр, совмещённый, инжектор-зажигание, цифровой блок управления, трёхкомпонентный катализатор с двумя датчиками кислорода на выпуске.
- Трансмиссия

Базовый автомобиль — полноприводный. Сцепление с гидроприводом, новая пятиступенчатая механическая коробка передач (тип-G64) в сборе с межосевым дифференциалом, делящим мощность в соотношении 31/69 (перед/зад). Межосевой дифференциал планетарного типа, с электронно-гидравлическим управлением и блокировкой гидроподжимной муфтой от общего гидронасоса с тормозной системой. Главная передача передней оси в отдельном корпусе, приводится карданным валом, расположенным в трубе. Привод колёс — типа ШРУС, спереди и сзади. В качестве опции, возможен межколёсный дифференциал ограниченного проскальзывания в задней оси.
- Шасси́

Колёсная база — 2,27 м. Передняя подвеска — типа Макферсон, нижний треугольный рычаг на подрамнике, с пружинно-амортизационной стойкой, крепящейся к поворотному кулаку позади оси колеса. Задняя подвеска — двусоставной диагональный рычаг на трубчатом подрамнике с пружинно-амортизационной стойкой.
Реечный рулевой механизм с гидроусилителем. Тормоза — с гидравлическим усилителем и трёхканальной АБС. Тормозные механизмы с вентилируемыми дисками и четырёхпоршневыми суппортами спереди и сзади. Колёса — 6х16 или 7х16.
По сравнению с предыдущим поколением, обе подвески, при сохранении схемы, кардинально переработаны. Переднаяя подвеска получила возможность подключения приводов. Задняя подвеска получила запрограммированную деформацию и автокоррекцию угла развала-схождения в зависимости от продольных и поперечных нагрузок. В обеих подвесках сохранена возможность изменения дорожного просвета в условиях сервиса: на амортизационных стойках применена нижняя опора пружины с резьбовой регулировкой.
- Оборудование

В автомобиле сохранена компоновка и дизайн водительского места в стиле и решениях 911 Classic: напольный педальный узел, взаимное расположение руля и остальных органов управления, передняя панель с приборным щитком на пять циферблатов, выдвижные кнопки. Модернизация сохранила стиль и эргономику и коснулась лишь технологии и материалов. Сиденья — анатомические с подголовниками. В качестве опции, возможны фронтальные подушки безопасности водителя и пассажира. С точки зрения комфорта ничего нового относительно предыдущего поколения предложено не было: климат-контроль, круиз-контроль, полный электропакет.

## Модификации
- 911 Carrera 4

годы выпуска: 1989—1994; мотор — 3,6 литра 250 л. с.; пятиступенчатая механическая коробка передач, полный привод.
- 911 Carrera 2

годы выпуска: 1989—1994; мотор — 3,6 литра 250 л. с.; пятиступенчатая механическая или четырёхступенчатая автоматическая коробка передач.
- 911 Turbo

годы выпуска: 1991—1992; мотор — 3,3 литра 320 л. с.; пятиступенчатая механическая коробка передач.
- 911 Carrera RS

годы выпуска: 1992—1993; мотор — 3,6 литра 260 л. с.; пятиступенчатая механическая коробка передач.
- 911 Turbo

годы выпуска: 1993—1994; мотор — 3,6 литра 360 л. с.; пятиступенчатая механическая коробка передач.
Модификации Carrera 4 и Carrera 2 могли иметь любой тип кузов, модификации Turbo и Carrera RS — только купе.

## В культуре
Главный герой сериала «Californication» Хэнк Муди в исполнении Дэвида Духовны водил автомобиль 964 Carrera 2 Cabrio (1990 года выпуска, чёрный цвет) с 1-го по 4-й сезоны телесериала.

## Комментарии
1. ↑  Здесь и далее указаны модельные года выпуска.
2. ↑  Мощность везде указана по DIN.